# Union of Moderate Parties
Die Union of Moderate Parties (französisch Union des Partis Moderés) ist eine politische Partei in Vanuatu. Die liberale Partei wurde 1981 gegründet. Bei der Parlamentswahl 2022 errang die Partei 7 Sitze. Derzeit wird sie von Ishmael Kalsakau geführt.

## Geschichte
Die Partei kam zu Einfluss als 1991 nach internen Schwierigkeiten die Regierung der Vanua’aku Pati zu Fall kam. Die UMP war von 1991 bis 1998 die regierende Partei, die ehemaligen Premierminister Maxime Carlot Korman und Serge Vohor waren Parteimitglieder. In der UMP kam es jedoch ebenfalls zu internen Kämpfen und in den späten 1990ern verließ Korman die Partei, um die Vanuatu Republican Party zu gründen. Serge Vohor von der Insel Espiritu Santo blieb Präsident der UMP. In den Wahlen 1998 gewann die Partei 12, 2002 15 Sitze. Bei den Wahlen 2004 kam die Partei auf 9 Sitze. Trotz einer deutlichen Niederlage konnte Vohor im August 2004 eine Koalitionsregierung bilden, aber verlor ein Misstrauensvotum vier Monate später. Von da an bis zu den Wahlen 2008 war Vohor mit der UMP teils Koalitionspartner der Regierung Lini und teils in der Opposition als größte Oppositionspartei. Nach den Wahlen 2008 war die Partei zwar weiterhin eine wichtige politische Gruppierung, aber nicht in Regierungsverantwortung.
Serge Vohor führte die Partei seit 1988. Noch im Februar 2012 wurde er erneut als Parteiführer gewählt, kurz vor den Wahlen 2012. Damit konnte er einen Rekord für die längste Zeit als Parteiführer in Vanuatu aufstellen. Nach der Wahl veröffentlichte der damalige Generalstaatsanwalt (Attorney General) Ishmael Kalsakau Anschuldigungen, dass drei Minister, unter anderem Moana Carcasses Kalosil, Stimmenkauf betrieben hätten, um verschiedene Sitze in Port Vila zu halten. Vohor konnte somit wieder zeitweise das Amt des Premierministers übernehmen. Das Parlament wurde aber 2015 vorzeitig aufgelöst. In der Wahl 2016 konnte die Partei einen Sitz im Parlament dazugewinnen. Die Wahlergebnisse konnten nur mit Verzögerung veröffentlicht werden, wodurch die erste Sitzung des Parlaments mit Verspätung am 20. April stattfand. Bob Loughman der Vanua’aku Pati wurde Premierminister. In seiner Koalitionsregierung beteiligte sich die Union of Moderate Parties, sowie die National United Party zusammen mit anderen Minderheitsparteien.

## Wahlergebnisse
| Wahl      | Stimmen | %    | Mandate |
| --------- | ------- | ---- | ------- |
| Wahl 1983 | 12.647  | 28,6 | 12 / 39 |
| Wahl 1987 | 22.443  | 39,9 | 19 / 46 |
| Wahl 1991 | 19.016  | 30,6 | 19 / 46 |
| Wahl 1995 | 20.865  | 27,4 | 17 / 50 |
| Wahl 1998 | 13.833  | 20,1 | 12 / 52 |
| Wahl 2002 | 11.989  | 15,1 | 15 / 52 |
| Wahl 2004 | 13.852  | 15,0 | 8 / 52  |
| Wahl 2008 | 11.223  | 10,7 | 7 / 52  |
| Wahl 2012 | 14.675  | 12,2 | 5 / 52  |
| Wahl 2016 | 10.999  | 9,7  | 6 / 52  |
| Wahl 2020 | 11.043  | 7,7  | 5 / 52  |
| Wahl 2022 | 15.223  | 11,5 | 7 / 52  |